# Simone Bolelli
Pour les articles homonymes, voir Bolelli.
Simone Bolelli, né le 8 octobre 1985 à Bologne, est un joueur de tennis professionnel italien.
Il a gagné deux éditions de la Coupe Davis (2023 et 2024) et un Grand Chelem en double avec Fabio Fognini (Open d'Australie 2015).

## Biographie
Droitier avec un revers à une main, Simone Bolelli atteint sa première finale en tournoi ATP en 2008 à Munich.
Il est membre de l'équipe d'Italie de Coupe Davis et a joué le match de double des quarts de finale de l'édition 2014 face à la Grande-Bretagne. Il remporte l’épreuve en 2023 et 2024.
Il a remporté durant sa carrière 12 tournois Challenger en simple : à Biella et Côme en 2006, Tunis et Bratislava en 2007, Turin en 2010, Rome en 2011, Florianópolis et Recanati en 2012 et Bergame, Verceil, Tunis et Oberstaufen en 2014 et 2 en double : à Recanati en 2006 et Bergame en 2008.
En 2015, il remporte l'Open d'Australie en double associé à son compatriote Fabio Fognini face aux Français Pierre-Hugues Herbert et Nicolas Mahut. Tous deux disputent également 3 finales en Master 1000 (à Indian Wells, Monte-Carlo et Shanghai) sans en remporter aucune.
En 2016, il remporte de nouveau un titre en double, cette fois-ci aux côtés de son compatriote Andreas Seppi, à Dubaï.
En 2018 à Roland-Garros, il affronte Rafael Nadal au premier tour et lui tient tête, le poussant au tie-break dans le dernier set et y obtenant quatre balles de set.

## Palmarès

### Finale en simple messieurs
| No | Date       | Nom et lieu du tournoi     | Catégorie   | Dotation  | Surface      | Vainqueur         | Score           |          |
| -- | ---------- | -------------------------- | ----------- | --------- | ------------ | ----------------- | --------------- | -------- |
| 1  | 28-04-2008 | BMW Open by FWU AG, Munich | Int' Series | 349 000 € | Terre (ext.) | Fernando González | 7-64, 64-7, 6-3 | Parcours |

### Titres en double messieurs
| No | Date       | Nom et lieu du tournoi                     | Catégorie | Dotation     | Surface      | Partenaire       | Finalistes                          | Score             |          |
| -- | ---------- | ------------------------------------------ | --------- | ------------ | ------------ | ---------------- | ----------------------------------- | ----------------- | -------- |
| 1  | 25-04-2011 | BMW Open by FWU Takaful Munich             | ATP 250   | 398 250 €    | Terre (ext.) | Horacio Zeballos | Andreas Beck Christopher Kas        | 7-63, 6-4         | Parcours |
| 2  | 25-07-2011 | Studena Croatia Open Umag                  | ATP 250   | 398 250 €    | Terre (ext.) | Fabio Fognini    | Marin Čilić Lovro Zovko             | 6-3, 5-7, [10-7]  | Parcours |
| 3  | 18-02-2013 | Copa Claro Buenos Aires                    | ATP 250   | 493 670 $    | Terre (ext.) | Fabio Fognini    | Nicholas Monroe Simon Stadler       | 6-3, 6-2          | Parcours |
| 4  | 19-01-2015 | Australian Open Melbourne                  | G. Chelem | 13 916 572 $ | Dur (ext.)   | Fabio Fognini    | Pierre-Hugues Herbert Nicolas Mahut | 6-4, 6-4          | Parcours |
| 5  | 21-02-2016 | Dubai Duty Free Tennis Championships Dubaï | ATP 500   | 2 249 215 $  | Dur (ext.)   | Andreas Seppi    | Feliciano López Marc López          | 6-2, 3-6, [14-12] | Parcours |
| 6  | 08-03-2021 | Chile Dove Men+Care Open Santiago          | ATP 250   | 569 010 $    | Terre (ext.) | Máximo González  | Federico Delbonis Jaume Munar       | 7-64, 6-4         | Parcours |
| 7  | 23-05-2021 | Emilia-Romagna Open Parme                  | ATP 250   | 480 000 €    | Terre (ext.) | Máximo González  | Oliver Marach Aisam-Ul-Haq Qureshi  | 6-3, 6-3          | Parcours |
| 8  | 20-06-2021 | Mallorca Championships Majorque            | ATP 250   | 720 000 €    | Gazon (ext.) | Máximo González  | Novak Djokovic Carlos Gómez-Herrera | Forfait           | Parcours |
| 9  | 20-02-2022 | Rio Open by Claro Rio de Janeiro           | ATP 500   | 1 660 290 $  | Terre (ext.) | Fabio Fognini    | Jamie Murray Bruno Soares           | 7-5,62-7 [10-6]   | Parcours |
| 10 | 25-07-2022 | Plava Laguna Croatia Open Umag Umag        | ATP 250   | 534 555 €    | Terre (ext.) | Fabio Fognini    | Lloyd Glasspool Harri Heliövaara    | 5-7, 7-66, [10-7] | Parcours |
| 11 | 13-02-2023 | Argentina Open Buenos Aires                | ATP 250   | 626 595 $    | Terre (ext.) | Fabio Fognini    | Nicolás Barrientos Ariel Behar      | 6-2, 6-4          | Parcours |
| 12 | 12-02-2024 | IEB+ Argentina Open Buenos Aires           | ATP 250   | 642 615 $    | Terre (ext.) | Andrea Vavassori | Marcel Granollers Horacio Zeballos  | 6-2, 7-66         | Parcours |
| 13 | 17-06-2024 | Terra Wortmann Open Halle                  | ATP 500   | 2 255 655 €  | Gazon (ext.) | Andrea Vavassori | Kevin Krawietz Tim Pütz             | 7-63, 7-65        | Parcours |
| 14 | 26-09-2024 | China Open Pékin                           | ATP 500   | 3 720 165 $  | Dur (ext.)   | Andrea Vavassori | Harri Heliövaara Henry Patten       | 4-6, 6-3, [10-5]  | Parcours |
| 15 | 06-01-2025 | Adelaide International Adélaïde            | ATP 250   | 680 140 $    | Dur (ext.)   | Andrea Vavassori | Kevin Krawietz Tim Pütz             | 4-6, 7-64, [11-9] | Parcours |
| 16 | 03-02-2025 | ABN Amro Open Rotterdam                    | ATP 500   | 2 401 550 €  | Dur (int.)   | Andrea Vavassori | Sander Gillé Jan Zieliński          | 6-2, 4-6, [10-6]  | Parcours |
| 17 | 18-05-2025 | Hamburg Open Hambourg                      | ATP 500   | 2 158 560 €  | Terre (ext.) | Andrea Vavassori | Andrés Molteni Fernando Romboli     | 6-4, 6-0          | Parcours |

### Finales en double messieurs
| No | Date       | Nom et lieu du tournoi                | Catégorie    | Dotation       | Surface      | Vainqueurs                         | Partenaire        | Score              |          |
| -- | ---------- | ------------------------------------- | ------------ | -------------- | ------------ | ---------------------------------- | ----------------- | ------------------ | -------- |
| 1  | 15-10-2012 | Kremlin Cup Moscou                    | ATP 250      | 673 150 $      | Dur (int.)   | František Čermák Michal Mertiňák   | Daniele Bracciali | 7-5, 6-3           | Parcours |
| 2  | 25-02-2013 | Abierto Mexicano Telcel Acapulco      | ATP 500      | 1 212 750 $    | Terre (ext.) | Łukasz Kubot David Marrero         | Fabio Fognini     | 7-5, 6-2           | Parcours |
| 3  | 12-03-2015 | BNP Paribas Open Indian Wells         | Masters 1000 | 5 381 235 $    | Dur (ext.)   | Vasek Pospisil Jack Sock           | Fabio Fognini     | 6-4, 63-7, [10-7]  | Parcours |
| 4  | 13-04-2015 | Monte-Carlo Rolex Masters Monte-Carlo | Masters 1000 | 3 288 530 €    | Terre (ext.) | Bob Bryan Mike Bryan               | Fabio Fognini     | 7-63, 6-1          | Parcours |
| 5  | 12-10-2015 | Shanghai Rolex Masters Shanghai       | Masters 1000 | 4 783 320 $    | Dur (ext.)   | Raven Klaasen Marcelo Melo         | Fabio Fognini     | 6-3, 6-3           | Parcours |
| 6  | 16-07-2018 | Skistar Swedish Open Båstad           | ATP 250      | 501 345 €      | Terre (ext.) | Julio Peralta Horacio Zeballos     | Fabio Fognini     | 6-3, 6-4           | Parcours |
| 7  | 16-09-2019 | St. Petersburg Open Saint-Pétersbourg | ATP 250      | 1 180 000 $    | Dur (int.)   | Divij Sharan Igor Zelenay          | Matteo Berrettini | 6-3, 3-6, [10-8]   | Parcours |
| 8  | 14-10-2019 | VTB Kremlin Cup Moscou                | ATP 250      | 840 130 $      | Dur (int.)   | Marcelo Demoliner Matwé Middelkoop | Andrés Molteni    | 6-1, 6-2           | Parcours |
| 9  | 05-04-2021 | Cagliari Open Cagliari                | ATP 250      | 408 800 €      | Terre (ext.) | Lorenzo Sonego Andrea Vavassori    | Andrés Molteni    | 6-3, 6-4           | Parcours |
| 10 | 16-05-2021 | Gonet Geneva Open Genève              | ATP 250      | 419 470 €      | Terre (ext.) | John Peers Michael Venus           | Máximo González   | 6-2, 7-5           | Parcours |
| 11 | 10-01-2022 | Sydney Tennis Classic Sydney          | ATP 250      | 521 000 $      | Dur (ext.)   | John Peers Filip Polášek           | Fabio Fognini     | 7-5, 7-5           | Parcours |
| 12 | 11-07-2022 | Nordea Open Båstad                    | ATP 250      | 534 555 €      | Terre (ext.) | Rafael Matos David Vega Hernández  | Fabio Fognini     | 6-4, 3-6, [13-11]  | Parcours |
| 13 | 19-06-2023 | Terra Wortmann Open Halle             | ATP 500      | 2 195 175 €    | Gazon (ext.) | Marcelo Melo John Peers            | Andrea Vavassori  | 7-63, 3-6, [10-6]  | Parcours |
| 14 | 24-07-2023 | Plava Laguna Croatia Open Umag        | ATP 250      | 562 815 €      | Terre (ext.) | Blaž Rola Nino Serdarušić          | Andrea Vavassori  | 4-6, 7-62, [15-13] | Parcours |
| 15 | 14-01-2024 | Australian Open Melbourne             | G. Chelem    | 38 923 200 A$  | Dur (ext.)   | Rohan Bopanna Matthew Ebden        | Andrea Vavassori  | 7-60, 7-5          | Parcours |
| 16 | 29-05-2024 | Roland-Garros Paris                   | G. Chelem    | 24 961 000 €   | Terre (ext.) | Marcelo Arévalo Mate Pavić         | Andrea Vavassori  | 7-5, 6-3           | Parcours |
| 17 | 12-01-2025 | Australian Open Melbourne             | G. Chelem    | 43 250 000 AU$ | Dur (ext.)   | Harri Heliövaara Henry Patten      | Andrea Vavassori  | 616-7, 7-65, 6-3   | Parcours |

## Parcours dans les tournois duGrand Chelem

### En simple
| Année | Open d'Australie | Open d'Australie | Internationaux de France | Internationaux de France | Wimbledon       | Wimbledon       | US Open         | US Open        |
| ----- | ---------------- | ---------------- | ------------------------ | ------------------------ | --------------- | --------------- | --------------- | -------------- |
| 2007  | —                | —                | 2e tour (1/32)           | Guillermo Cañas          | 2e tour (1/32)  | Lleyton Hewitt  | 2e tour (1/32)  | Tomáš Berdych  |
| 2008  | 2e tour (1/32)   | Novak Djokovic   | 3e tour (1/16)           | Michaël Llodra           | 3e tour (1/16)  | Lleyton Hewitt  | 1er tour (1/64) | S. Wawrinka    |
| 2009  | 2e tour (1/32)   | Mardy Fish       | 2e tour (1/32)           | Jérémy Chardy            | 2e tour (1/32)  | Forfait         | 1er tour (1/64) | Radek Štěpánek |
| 2010  | 1er tour (1/64)  | Marc Gicquel     | 1er tour (1/64)          | Pablo Andújar            | —               | —               | —               | —              |
| 2011  | —                | —                | 2e tour (1/32)           | Andy Murray              | 3e tour (1/16)  | Richard Gasquet | —               | —              |
| 2012  | —                | —                | 1er tour (1/64)          | Rafael Nadal             | 1er tour (1/64) | Jerzy Janowicz  | —               | —              |
| 2013  | 1er tour (1/64)  | Jerzy Janowicz   | 1er tour (1/64)          | Lu Yen-hsun              | 1er tour (1/64) | Grigor Dimitrov | —               | —              |
| 2014  | —                | —                | 2e tour (1/32)           | David Ferrer             | 3e tour (1/16)  | Kei Nishikori   | 2e tour (1/32)  | Tommy Robredo  |
| 2015  | 2e tour (1/32)   | Roger Federer    | 3e tour (1/16)           | David Ferrer             | 1er tour (1/64) | Kei Nishikori   | 1er tour (1/64) | David Goffin   |
| 2016  | 2e tour (1/32)   | Bernard Tomic    | 1er tour (1/64)          | Kei Nishikori            | —               | —               | —               | —              |
| 2017  | —                | —                | 2e tour (1/32)           | Dominic Thiem            | 2e tour (1/32)  | J.-W. Tsonga    | —               | —              |
| 2018  | —                | —                | 1er tour (1/64)          | Rafael Nadal             | 2e tour (1/32)  | Fabio Fognini   | —               | —              |
| 2019  | —                | —                | 1er tour (1/64)          | Lucas Pouille            | —               | —               | —               | —              |

N.B. : à droite du résultat se trouve le nom de l'ultime adversaire.

### En double messieurs
| Année | Open d'Australie                                                                      | Open d'Australie                                                                            | Internationaux de France                                                                | Internationaux de France                                                                 | Wimbledon                                                                             | Wimbledon                                                                          | US Open                                                                        | US Open |
| ----- | ------------------------------------------------------------------------------------- | ------------------------------------------------------------------------------------------- | --------------------------------------------------------------------------------------- | ---------------------------------------------------------------------------------------- | ------------------------------------------------------------------------------------- | ---------------------------------------------------------------------------------- | ------------------------------------------------------------------------------ | ------- |
| 2007  | —                                                                                     | —                                                                                           | 1er tour (1/32) J. M. del Potro \|\| style="text-align:left;" \| J. Björkman Max Mirnyi | 1er tour (1/32) J. M. del Potro \|\| style="text-align:left;" \| W. Arthurs J. Gimelstob | 1er tour (1/32) I. Ljubičić \|\| style="text-align:left;" \| Lee H-t. T. Parrott      |                                                                                    |                                                                                |         |
| 2008  | 1er tour (1/32) F. Volandri \|\| style="text-align:left;" \| F. Fognini I. Ljubičić   | 1er tour (1/32) A. Seppi \|\| style="text-align:left;" \| M. Melo André Sá                  | 1er tour (1/32) A. Seppi \|\| style="text-align:left;" \| J. Coetzee W. Moodie          | 1er tour (1/32) A. Seppi \|\| style="text-align:left;" \| C. Kas P. Petzschner           |                                                                                       |                                                                                    |                                                                                |         |
| 2009  | 1/4 de finale A. Seppi \|\| style="text-align:left;" \| L. Dlouhý L. Paes             | 2e tour (1/16) A. Seppi \|\| style="text-align:left;" \| B. Soares K. Ullyett               | 1er tour (1/32) A. Seppi \|\| style="text-align:left;" \| D. Nestor N. Zimonjić         | 1/8 de finale A. Seppi \|\| style="text-align:left;" \| Max Mirnyi Andy Ram              |                                                                                       |                                                                                    |                                                                                |         |
| 2010  | 1/8 de finale A. Seppi \|\| style="text-align:left;" \| M. Kohlmann J. Nieminen       | —                                                                                           | —                                                                                       | —                                                                                        | —                                                                                     | —                                                                                  | —                                                                              |         |
| 2011  | —                                                                                     | —                                                                                           | —                                                                                       | —                                                                                        | —                                                                                     | —                                                                                  | 1/2 finale F. Fognini \|\| style="text-align:left;" \| J. Melzer P. Petzschner |         |
| 2012  | 2e tour (1/16) F. Fognini \|\| style="text-align:left;" \| L. Paes R. Štěpánek        | 1er tour (1/32) F. Fognini \|\| style="text-align:left;" \| L. Paes A. Peya                 | —                                                                                       | —                                                                                        | —                                                                                     | —                                                                                  |                                                                                |         |
| 2013  | 1/2 finale F. Fognini \|\| style="text-align:left;" \| Bob Bryan Mike Bryan           | —                                                                                           | —                                                                                       | —                                                                                        | —                                                                                     | —                                                                                  | —                                                                              |         |
| 2014  | 2e tour (1/16) F. Fognini \|\| style="text-align:left;" \| Ivan Dodig M. Melo         | 2e tour (1/16) F. Fognini \|\| style="text-align:left;" \| J. Murray John Peers             | 2e tour (1/16) F. Fognini \|\| style="text-align:left;" \| M. Granollers Marc López     | 1er tour (1/32) F. Fognini \|\| style="text-align:left;" \| L. Paes R. Štěpánek          |                                                                                       |                                                                                    |                                                                                |         |
| 2015  | Victoire F. Fognini                                                                   | P.-H. Herbert N. Mahut                                                                      | 1/2 finale F. Fognini \|\| style="text-align:left;" \| Bob Bryan Mike Bryan             | 1er tour (1/32) F. Fognini \|\| style="text-align:left;" \| G. García Malek Jaziri       | 1er tour (1/32) F. Fognini \|\| style="text-align:left;" \| C. Fleming T. C. Huey     |                                                                                    |                                                                                |         |
| 2016  | 2e tour (1/16) F. Fognini \|\| style="text-align:left;" \| A. Mannarino Lucas Pouille | —                                                                                           | —                                                                                       | —                                                                                        | —                                                                                     | —                                                                                  | —                                                                              |         |
| 2017  | —                                                                                     | —                                                                                           | 1er tour (1/32) F. Fognini \|\| style="text-align:left;" \| E. Escobedo Sam Querrey     | —                                                                                        | —                                                                                     | 1/8 de finale F. Fognini \|\| Forfait                                              |                                                                                |         |
| 2018  | —                                                                                     | —                                                                                           | 1er tour (1/32) F. Fognini \|\| style="text-align:left;" \| R. Carballés G. García      | —                                                                                        | —                                                                                     | 2e tour (1/16) F. Fognini \|\| style="text-align:left;" \| P.-H. Herbert N. Mahut  |                                                                                |         |
| 2019  | 1er tour (1/32) A. Seppi \|\| style="text-align:left;" \| Oliver Marach Mate Pavić    | —                                                                                           | —                                                                                       | —                                                                                        | —                                                                                     | —                                                                                  | —                                                                              |         |
| 2020  | 1/8 de finale Benoît Paire \|\| style="text-align:left;" \| H. Kontinen J.-L. Struff  | 2e tour (1/16) M. González \|\| style="text-align:left;" \| Jürgen Melzer É. Roger-Vasselin | Annulé                                                                                  | Annulé                                                                                   | 1/8 de finale M. González \|\| style="text-align:left;" \| W. Koolhof Nikola Mektić   |                                                                                    |                                                                                |         |
| 2021  | 1/8 de finale M. González \|\| style="text-align:left;" \| Jamie Murray Bruno Soares  | 1/8 de finale M. González \|\| style="text-align:left;" \| Tomislav Brkić Nikola Čačić      | 1/2 finale M. González \|\| style="text-align:left;" \| M. Granollers H. Zeballos       | 2e tour (1/16) M. González \|\| style="text-align:left;" \| Steve Johnson Sam Querrey    |                                                                                       |                                                                                    |                                                                                |         |
| 2022  | 1/4 de finale F. Fognini \|\| style="text-align:left;" \| Rajeev Ram Joe Salisbury    | —                                                                                           | —                                                                                       | —                                                                                        | —                                                                                     | 1/8 de finale F. Fognini \|\| style="text-align:left;" \| Rajeev Ram Joe Salisbury |                                                                                |         |
| 2023  | 1er tour (1/32) F. Fognini \|\| style="text-align:left;" \| S. Doumbia F. Reboul      | 2e tour (1/16) F. Fognini \|\| style="text-align:left;" \| M. Granollers H. Zeballos        | 2e tour (1/16) A. Vavassori \|\| style="text-align:left;" \| T. Griekspoor B. Stevens   | 1er tour (1/32) A. Vavassori \|\| style="text-align:left;" \| Rajeev Ram Joe Salisbury   |                                                                                       |                                                                                    |                                                                                |         |
| 2024  | Finale A. Vavassori                                                                   | R. Bopanna M. Ebden                                                                         | Finale A. Vavassori                                                                     | M. Arévalo M. Pavić                                                                      | 1er tour (1/32) A. Vavassori \|\| style="text-align:left;" \| H. Heliövaara H. Patten | 1/8 de finale A. Vavassori \|\| style="text-align:left;" \| K. Krawietz Tim Pütz   |                                                                                |         |
| 2025  | Finale A. Vavassori                                                                   | H. Heliövaara H. Patten                                                                     | 1/8 de finale A. Vavassori \|\| style="text-align:left;" \| M. Ebden J. Peers           | 2e tour (1/16) A. Vavassori \|\| style="text-align:left;" \| A. Pavlásek J. Zieliński    |                                                                                       |                                                                                    |                                                                                |         |

N.B. : le nom du partenaire se trouve sous le résultat ; les noms des ultimes adversaires se trouvent à droite.

## Participation auxMasters

### En double
| Année | Ville   | Surface    | Partenaire       | Résultats | Résultat final    |
| ----- | ------- | ---------- | ---------------- | --------- | ----------------- |
| 2015  | Londres | Dur (int.) | Fabio Fognini    | 1v, 2d    | Éliminé en poules |
| 2024  | Turin   | Dur (int.) | Andrea Vavassori | 1v, 2d    | Éliminé en poules |

## Parcours dans lesMasters 1000
| Année | Indian Wells        | Miami                  | Monte-Carlo               | Rome                     | Hambourg puis Madrid   | Canada               | Cincinnati             | Madrid puis Shanghai | Paris            |
| ----- | ------------------- | ---------------------- | ------------------------- | ------------------------ | ---------------------- | -------------------- | ---------------------- | -------------------- | ---------------- |
| 2006  | —                   | —                      | —                         | 1er tour F. Verdasco     | —                      | —                    | —                      | —                    | —                |
| 2007  | —                   | 3e tour D. Ferrer      | —                         | 1er tour N. Massú        | 1er tour F. Serra      | —                    | —                      | —                    | —                |
| 2008  | 1er tour John Isner | 3e tour N. Davydenko   | 2e tour N. Davydenko      | 1/8 de finale A. Roddick | 2e tour Juan Mónaco    | 1er tour S. Wawrinka | 2e tour N. Djokovic    | 2e tour A. Murray    | 2e tour J. Blake |
| 2009  | 1er tour M. Gicquel | 1er tour T. Gabashvili | 1/8 de finale I. Ljubičić | 1er tour Kohlschreiber   | 2e tour A. Murray      | —                    | 1er tour P. Petzschner | —                    | —                |
| 2010  | —                   | —                      | 1er tour I. Andreev       | 2e tour F. Verdasco      | —                      | —                    | —                      | —                    | —                |
| 2011  | —                   | —                      | —                         | 1er tour N. Almagro      | —                      | —                    | —                      | —                    | —                |
| 2012  | —                   | 1er tour A. Ramos      | 1er tour Marin Čilić      | —                        | —                      | —                    | —                      | —                    | —                |
| 2013  | —                   | 2e tour G. Dimitrov    | —                         | —                        | —                      | —                    | —                      | —                    | —                |
| 2014  | —                   | —                      | 1er tour Kohlschreiber    | 2e tour M. Raonic        | —                      | —                    | —                      | —                    | —                |
| 2015  | 2e tour M. Raonic   | 2e tour V. Troicki     | 1er tour V. Estrella      | 1er tour D. Thiem        | 1/8 de finale R. Nadal | —                    | —                      | 1er tour V. Pospisil | —                |
| 2016  | —                   | 1er tour T. Fritz      | —                         | —                        | —                      | —                    | —                      | —                    | —                |

N.B. : sous le résultat se trouve le nom de l’ultime adversaire.

## Classements ATP en fin de saison
| Année          | 2002 | 2003 | 2004 | 2005 | 2006 | 2007 | 2008 | 2009 | 2010 | 2011 | 2012 | 2013 | 2014 | 2015 | 2016 | 2017 | 2018 | 2019 | 2020 | 2021 | 2022 | 2023 |
| Rang en simple | 1220 | 637  | 268  | 249  | 128  | 67   | 41   | 93   | 107  | 134  | 83   | 244  | 55   | 58   | 461  | 172  | 146  | 340  | 503  | 885  | –    | –    |
| Rang en double | 773  | 471  | 521  | 603  | 170  | 419  | 114  | 68   | 167  | 39   | 278  | 55   | 143  | 13   | 123  | 171  | 98   | 80   | 68   | 25   | 21   | 55   |

Source : (en) Classements de Simone Bolelli sur le site officiel de la Fédération internationale de tennis